# Ooststellingwerfs Belang
Ooststellingwerfs Belang is een lokale politieke partij, actief in de Nederlandse gemeente Ooststellingwerf. De partij werd in november 2005 opgericht, uit onvrede met de politieke verhoudingen binnen de gemeente. Provinciaal is de partij aangesloten bij Lokaal Belang Fryslân. 

## Verkiezingen
Bij de gemeenteraadsverkiezingen van 2006 won de partij vier zetels. Ze worden betrokken bij de collegeonderhandelingen, waar ze vanwege het feit dat de onderhandelingen achter gesloten deuren plaatsvinden, uitstappen. Nadat CDA, PvdA en VVD het nieuwe college hebben gevormd, nemen ze plaats in de oppositie. Bij de gemeenteraadsverkiezingen van 2010 behaalde de partij zeven zetels. Hiermee werden ze de grootste partij in Ooststellingwerf en mochten ze met de onderhandelingen over een nieuw college de leiding voeren. Uit deze onderhandelingen kwam een college tussen Ooststellingwerfs Belang, het CDA en de VVD. Elk van deze partijen levert een wethouder. na de gemeenteraadsverkiezingen van 2014 bleef deze coalitie in stand. 
In 2018 won Ooststellingwerfs Belang opnieuw 7 zetels en de partij vormde met het CDA en de PvdA een coalitie. Door omstandigheden kromp de fractie tot uiteindelijk drie zetels en trad GroenLinks ook toe tot de coalitie. 
In 2022 haalde Ooststellingwerfs Belang 5 zetels. De nieuwe coalitie werd gevormd door de lokale partij, GroenLinks, PvdA, VVD en CDA, waarbij die laatste partij geen wethouder levert.